# بويد براون
بويد براون (بالإنجليزية: Boyd Brown)‏ هو سياسي أمريكي، ولد في 27 أكتوبر 1986. انتخب عضو مجلس نواب كارولاينا الجنوبية.